# Boleodorus clavicaudatus
Boleodorus clavicaudatus är en rundmaskart. Boleodorus clavicaudatus ingår i släktet Boleodorus och familjen Neotylenchidae. Inga underarter finns listade i Catalogue of Life.